# Richie Rich (serie animata 1980)
Richie Rich (Ri¢hie Ri¢h) è una serie animata prodotta da Hanna-Barbera.

## Personaggi
- Richie Rich
- Dollaro il cane
- Gloria Glad
- Pee Wee
- Freckles
- Mr. Rich
- Irona the Robot Maid
- Mrs. Rich
- Reggie Van Dough
- Professor Keanbean
- Cadbury the Butler